# Kírovka
Kírovka (en rus: Кировка) és un poble del krai de Primórie, a l'Extrem Orient de Rússia, que en el cens del 2010 tenia 123 habitants. Es troba al districte rural de Khankaiski.